# Uppland
För andra betydelser, se Uppland (olika betydelser).
Uppland (traditionellt stavat Upland) är ett landskap i östra Svealand i Sverige. Det gränsar mot Ålands hav i norr och öster, Gästrikland i nordväst, Västmanland i väster och Mälaren och Södermanland i söder. Dess yta uppgår till 12 676 km² och landskapet har ungefär 1,7 miljoner invånare (2020). I landskapet finns fler än 150 000 synliga fornlämningar och runstenar.
Uppland brukar kallas för slottens, herresätenas, runstenarnas och fornlämningarnas landskap.

## Namnet
Det tidigaste omnämnandet av namnet Uppland finns bevarat från 1296. Namnet Uppland var ursprungligen pluralt: (j) þrim uplandæ folklandum, ("i Upplands tre folkland"). Dess betydelse är 'landen längre upp från kusten' (och 'kusten' innebär i detta fall även Mälarkusten). Ett säkert omnämnande är landskapslagen Upplandslagen som stadfästes av kung Birger Magnusson år 1296.

## Vapen

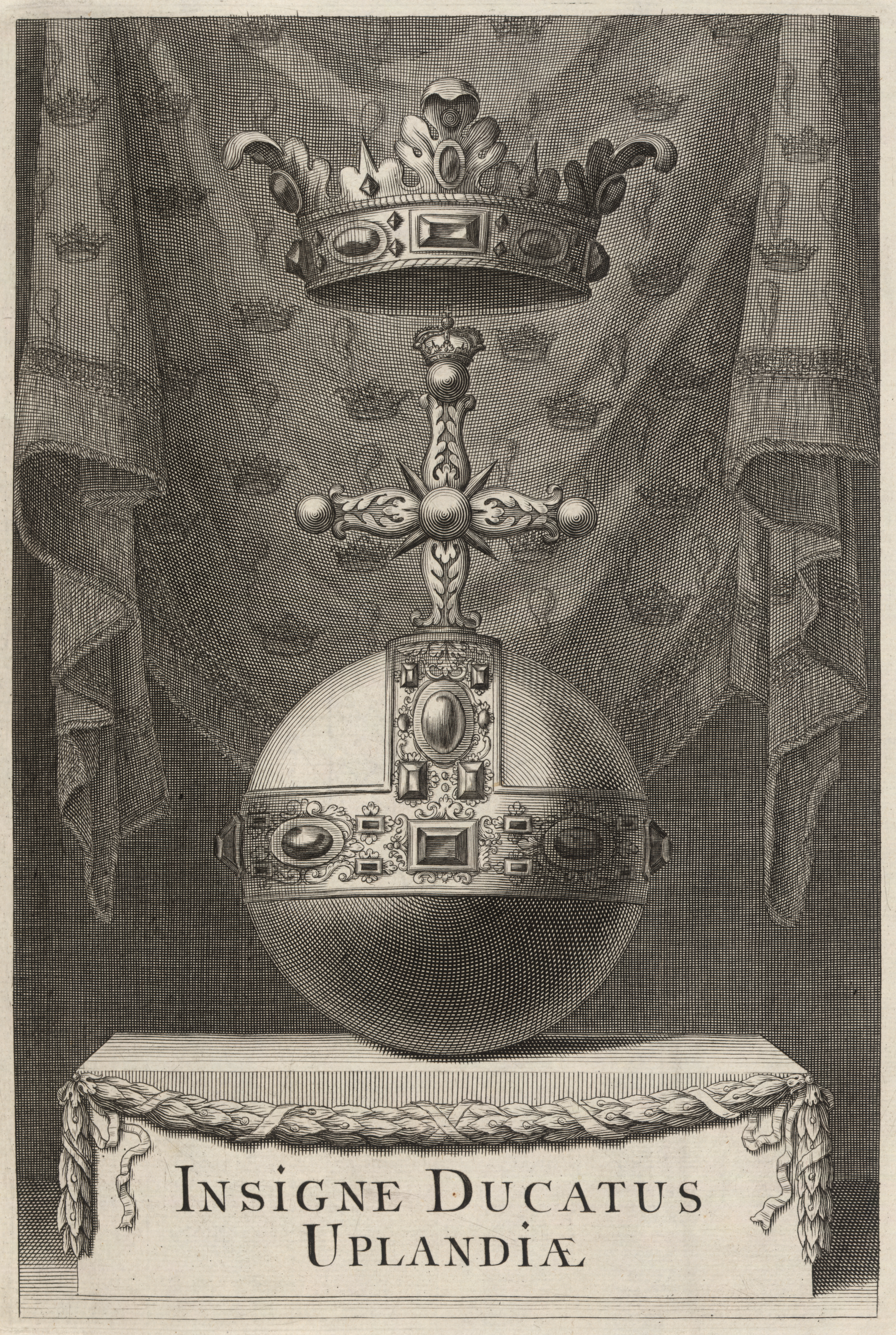
Hertigdömet och landskapet Upplands vapen. Suecia antiqua et hodierna, 1668.

Upplands landskapsvapen är ett riksäpple av guld, skapat till processionen vid Gustav Vasas begravning 1560.

## Historia

### Stenåldern

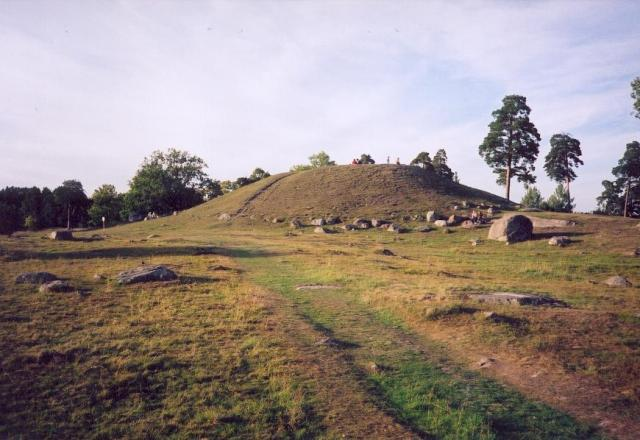
Hågahögen.

Med stöd av arkeologisk och geologisk forskning antas Upplands första bebyggare ha kommit västerifrån över Närke och Västmanland för minst 8 000 år sedan. Deras boplatser fanns vid kustlinjen men ligger på grund av landhöjningen numera i landets inre. Med inrättningen av jordbruk och boskapsskötsel runt 4000 f.Kr. eller strax därefter ökar lösfyndens antal. En boplats funnen vid Åloppe nordväst om Uppsala 1902 tillhör den gropkeramiska kulturen och den yngre stenåldern. En mängd fornfynd från främst senneolitikum och den avslutande delen av bondestenåldern har påträffats, framförallt i den mellersta delen av västra Uppland, som därför anses vara landskapets äldsta och tätast befolkade stenåldersbygd. Öster och sydöst om Uppsalaslätten har man hittat rikliga fynd av skafthålsyxor och andra stenredskap, huvudsakligen av uppländska stenarter, men även vanliga flata yxor av flinta som importerats från Skåne eller Själland i Danmark. Uppland saknar än så länge de stenålderssmycken av exempelvis bärnsten som man funnit i sydligare landskap, vilket kan antyda att den dåtida uppländska befolkningen var förhållandevis fattig. Även avsaknaden av påtagliga spår från boskapsskötsel och sädesodling, annat än föremål som tillhör jordbrukande kulturer, talar för den nämnda fattigdomen. Men en sådan avsaknad är i och för sig inte särskilt ovanlig. Enstaka stenåldersfynd visar på förbindelser mellan Uppland, Åland och Finland redan vid denna tid, men också med Norrland liksom med Skåne eller Danmark.

### Bronsåldern
Från bronsåldern har föremål hittats av brons såsom yxor, spjutspetsar och svärd samt allehanda smycken. I sällsynta fall kan vapen ha inläggningar av guld och smycken med mer vara av enbart guld, där några fynd är de som återfanns i Järfälla socken, Kung Björns hög vid Håga, och i Torstuna socken. Dessa fynd vittnar om stigande välstånd under bronsålderns senare tid, vilket även betygas av de funna föremålens stilutveckling både i praktiskt och estetiskt hänseende. Bronsfynden är dels av uppländskt, dels av sydskandinaviskt ursprung, men i enstaka fall även av sydeuropeiskt ursprung. Även hällristningar (i Litslena, Boglösa, Ramsta och Ångarns socknar) förekommer från detta tidevarv.

### Järnåldern
Fynden från den äldre järnåldern är jämförelsevis färre, men formfulländade (halsringar av brons, järnsvärd, bronsvaser med flera). Från omkring år 500 härstammar de äldsta kända förekomsterna av säd i Uppland (korn av vete och korn i Gamla Uppsala). Den stora folkvandringen har lämnat spår i ett gravfynd i Tibble i Litslena socken från mitten av 300-talet. De stora guldfynd, som gjorts i Gottröra, Hjälsta och Börstils socknar, föremål av glas, efterbildningarna av romerska medaljer och brakteater, som hittats rikligt i Uppland liksom i det övriga Skandinavien, betygar folkets välmåga och livliga förbindelse både åt sydöst, med Konstantinopel, och åt sydväst, med Belgien och Frankrike.
Bland senare fynd från den yngre järnåldern är de, som hittats i båtgravarna vid Ultuna, vid Tuna i Alsike socken och framförallt vid Vendels kyrka från 600 och 700-talen. De är anmärkningsvärda för sin gedigna prakt och sin germanska ornamentik. Under vendeltiden anlades båtgravfälten vid Vendel och Valsgärde. Uppsala högar är ungefär samtida och visar på en begynnande samhällsorganisation.

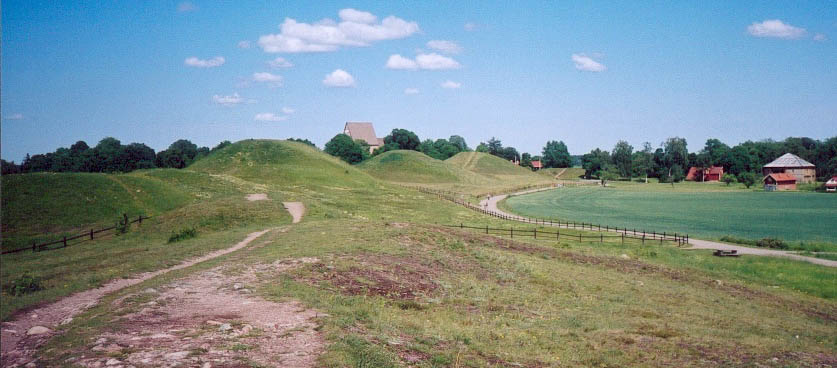
Gamla Uppsala var en betydelsefull medelpunkt i järnålderns Uppland.

#### Vikingatiden
Från vikingatiden finns många spår i Uppland, mest synbart i form av runstenar, men också gamla gravhögar och boplatser. Upplands och kanske hela Nordens viktigaste fyndplats från denna tid är Birka. Ett stort gravfält väster om Smolensk samt andra söder om Ladoga som innehåller 800- och 900-talsfynd liknar dem i Uppland. Ett mycket stort antal anglosaxiska, tyska och arabiska mynt samt hela och sönderslagna silversmycken från denna tid har påträffats i Uppland, till exempel vid Venngarn, Karlberg, Djursholm, Inedal (i Stockholm), i Estuna, Bälinge och Fröstuna socknar och på Adelsön och Björkön.

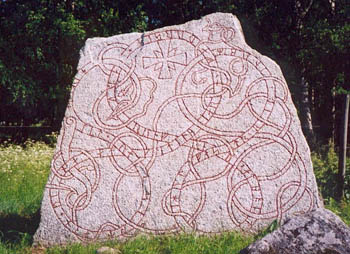
Vaksalastenen, en runsten i Uppsala kommun.

Runstenarna, som är vanligare i Uppland än i något annat svenskt landskap, härstammar huvudsakligen från 1000-talet. 950 uppländska runstenar blev granskade och upptecknade fram till början av 1900-talet, av vilka två, Möjebrostenen och Krogstastenen, ristats med de äldre runorna (se futhark), en från Birka, med de svenska och de övriga med de danska vanliga runradens tecken. Antalet har ursprungligen varit mycket större, men flera stenar blev förstörda på grund av vanvård. Andra stenar har använts exempelvis vid kyrkobyggen i Sigtuna, i flera medeltida landskyrkor i Uppland och framförallt i Uppsala domkyrka. Anmärkningsvärda uppländska runstenar är Orkestastenen (Orkesta socken), Väsbystenen (ösby socken), med flera, som berättar om deltagare i Knut den stores tåg till England. Många har ristats av den uppländske runmästaren Asmund Kareson (omkring 1025), den förste, som givit runstenarna en konstnärligt ornamentell utstyrsel.
Under vikingatiden blev svear (svenskar) kända hos grekerna, vars författare har omnämnt svearna (svenskarna) som rôs, liksom araberna omnämnde svenskarna som rūs. I Nestorskrönikan framgår det i en uppräkning av olika folk att ruser möjligen inte sågs som samma folk som svear (svenskar), eftersom de ställs bredvid varandra som åtskilda folk.

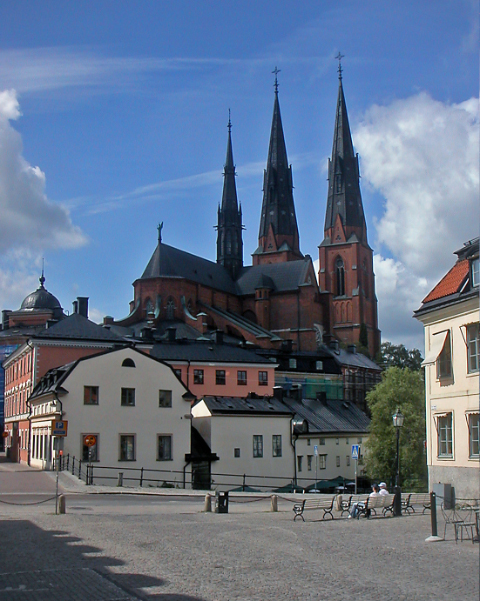
Uppsala domkyrka började planeras år 1258 och invigdes 1435.

Svearnas och senare Sveriges konung valdes vid Mora stenar i Lagga socken i nuvarande Knivsta kommun. Under 970-talet grundas staden Sigtuna. Staden var då säte för kung Erik Segersäll och skulle kunna kallas för Sveriges första huvudstad.

### Medeltiden
Landskapet omfattade under medeltiden samma område som i dag förutom Ekerön, som först år 1544 överfördes från Södermanland. På 1160-talet blir Sigtuna först ärkebiskopssäte i Sverige och från år 1164 Uppsala. Uppsala blir därmed medelpunkt för den nya religionen kristendomen i Sverige. Upplands stormän bekämpade den svenska kungamakten på 1200-talet men kuvades och kom senare att utgöra ett statsbärande skikt. Senast under 1200-talet börjar staden Stockholm växa fram. Det sedvanliga året för stadens grundande är år 1252. År 1477 grundas Uppsala universitet. Uppsala förblir Sveriges intellektuella medelpunkt i flera århundraden därefter.

### Renässans, stormaktstid och modern tid
Gränsen mellan Uppland och Södermanland gick fram till 1600-talet genom Gamla stan. På ytterväggen i kvarteret Iris vid Västerlånggatan 27 finns en tavla i röd sandsten uppsatt, som markerade gränsen mellan Uppland och Södermanland. Texten lyder: UPLANDz och SUDERMANNALANDz SKILLNAD.  Sedan 1600-talet går landskapsgränsen längs Söderström i Slussenområdet.
Under stormaktstiden anlades många slott och herresäten i Uppland och adelns ägor utökas. Huvudstaden Stockholm växer snabbt. Under 1700- och särskilt 1800-talen växer Upplands befolkning kraftigt och urbaniseringen tilltar. Upplands industrialisering var från början knuten till förädlingen av järn.

## Indelningar

### Indelningar före 1715

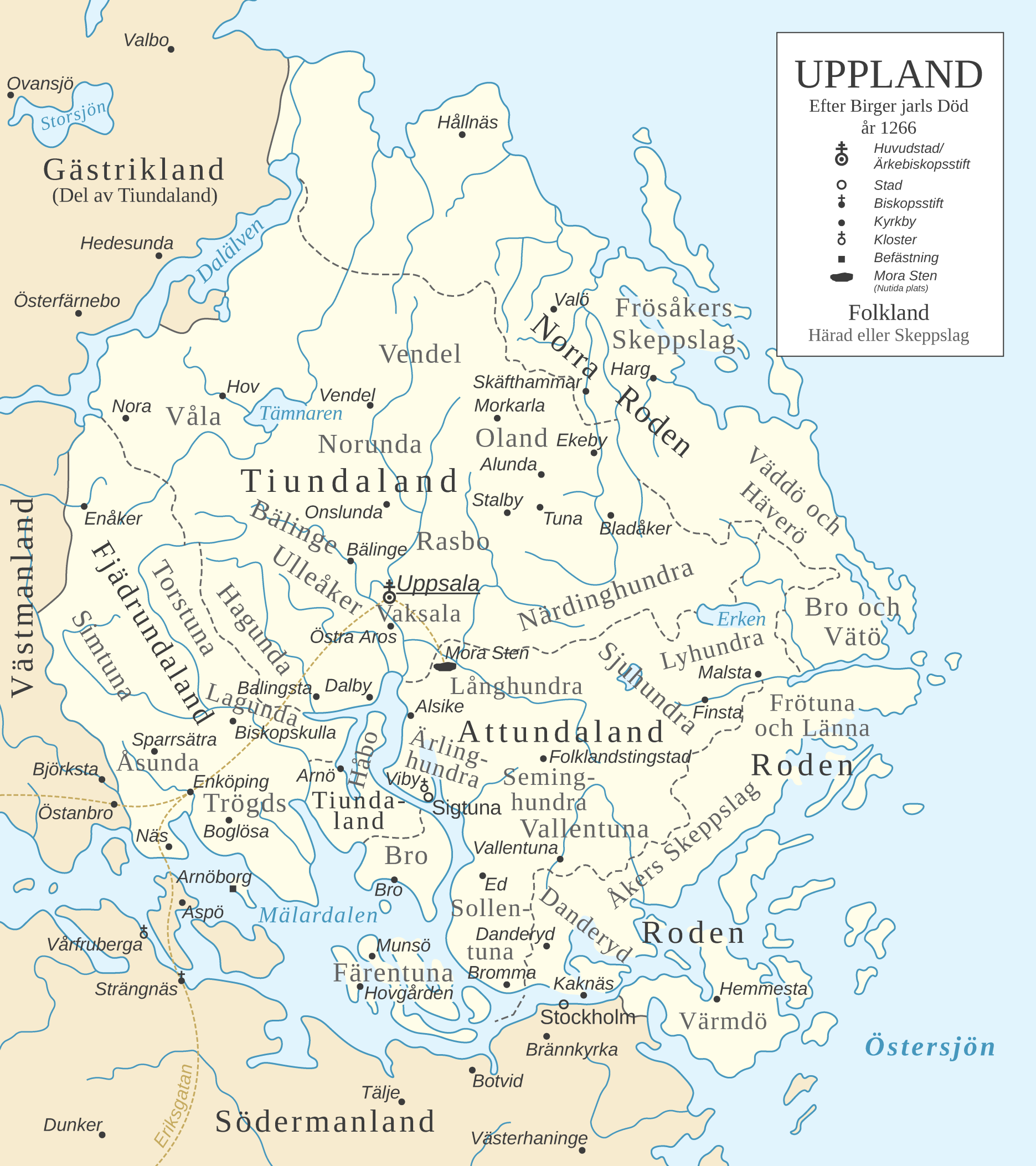
Uppland uppdelat i folkland och härader i mitten av 1200-talet.

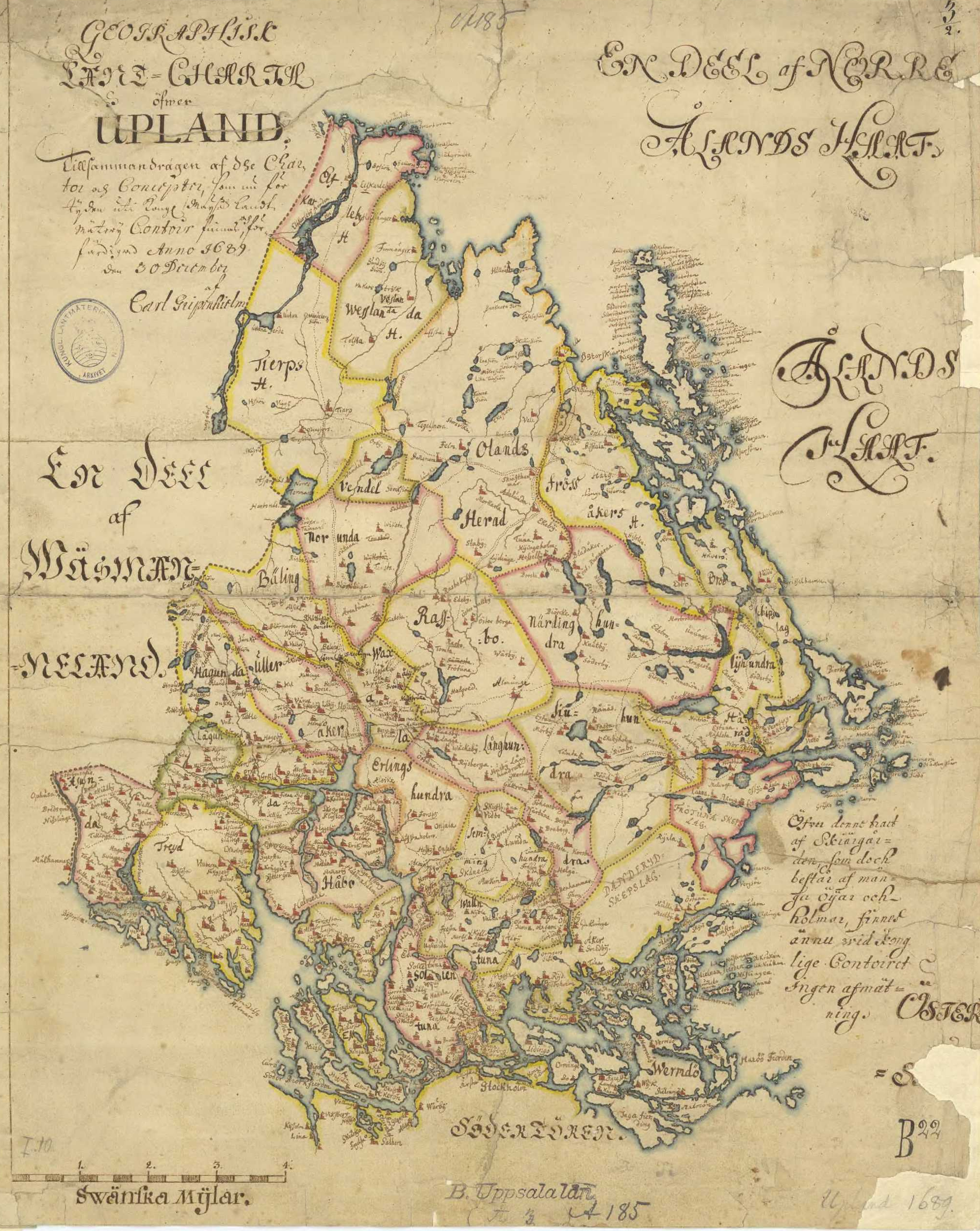
Äldre karta som visar Uppland 1689.

Första gången Uppland omtalas i skrift är i Upplandslagens stadfästelsebrev, där det talas om "dem som bo i Upplands tre folkland", alltså Attundaland, Fjädrundaland, Tiundaland. Av namnen att döma borde folklanden ursprungligen bestått av åtta, fyra respektive tio hund. Enligt Upplandslagen skulle varje hundare utrusta 4 skepp, vilka av ordet att döma bör ha bemannats med 100 eller 120 man. De tre folklanden är tidigast kända i en latinsk text från omkring 1120.
Då vi tidigast får kunskap om Upplands hundaren i början av 1300-talet är hundradena: Våla, Tierp, Vendel, Oland, Rasbo, Norunda, Närdinghundra, Vaksala, Bälinge, Ulleråkers och Hagunda härader i Tiundaland; Lyhundra, Sjuhundra, Ärlinghundra, Seminghundra, Sollentuna, Vallentuna, Färentuna och Bro härader i Attundaland, samt Simtuna, Torstuna, Trögd och Åsunda härader i Fjärdrundaland.
Ekerön överfördes 1544 från Södermanland, och Åsön där Södermalm ligger hörde troligen ursprungligen till Uppland.
Upplands lagsaga bildades 1296 av folklanden (där Gästrikland sågs som en del av Tiundaland) när Upplandslagen antogs som gemensam lag. Från slutet av 1300-talet kom också det område där Hälsingelagen använts, stor-Hälsingland, ingå i lagsagan.
1611 bröts så hela området från Gästrikland och norrut brytas ur lagsagan och bilda egen lagsaga Norrlands lagsaga.

#### Slottslän och län
Vid tiden för Kalmarunionen och senmedeltid fanns fram till 1557 Stäkes län, som omfattade de tre häradena Bro och Håbo väster och Ärlinghundra öster om den gamla farleden Görväln-Skarven-Sigtunafjärden, från Mälaren till Sigtuna.
Uppsala slottslän utgjordes då av de närmast Uppsala stad belägna häradena Ulleråker, Bälinge och Vaksala, sent Rasbo härad och av de norrut därifrån belägna Norunda och tidigt även Olands, Tierps och Våla härad, eventuellt även Vendels härad.
Från slutet av 1530-talet bildades Örbyhus län av Tierps, Vendels och Våla härad.
Vidare Östhammars län, som var litet och sannolikt utgjordes av nuvarande Frösåkers härad. Östhammars slott låg norr om staden och omtalas redan på Bo Jonssons tid. Det hörde till drottning Filippas livgeding, uppbrändes av kung Eriks fogde, då roslagsbönderna reste sig 1434, men uppbyggdes sedan åter. 
Svartsjö län hade sitt centrum på Svartsjölandet och kom under 1500-talet omfatta mälaröarna i Färentuna härad samt från 1557 Bro härad.
Utanför slottslänen fanns sedan Trögds fögderi (Trögd, Lagunda, Hagunda), Gästriklands fögderi (Norra Roden, Vendel) samt Östra Rodens fögderi (Bro och Vätö, Väddö, Haverö, Frötuna).
1634 bildades Upplands län från vilket Uppsala län utbröts 1640, men återgick dit 1649-1652 och 1655 för att slutgiltigt vara ett eget län från 1714.

### Indelningar från 1715

#### Lagsaga och län
Uppland ingick i Upplands lagsaga, som i perioden 1718–1719 var uppdelad i tre: Stockholms läns lagsaga, Uppsala läns lagsaga och Enköpings läns lagsaga. Samtidigt var Simtuna, Torstuna och Våla härader överförda till Västerås läns lagsaga. 1832 delades Upplands lagsaga då häradena i Uppsala län överfördes till Västmanlands och Kopparbergs läns lagsaga som då fick namnet Upplands, Västmanlands och Kopparbergs lagsaga och häradena i Stockholms län överfördes till Södermanlands lagsaga som då fick namnet Stockholms läns, Södermanlands och Gotlands lagsaga. Alla lagsagor avskaffades sedan 31 december 1849.
Landskapets centrala och norra del tillhör Uppsala län. Den östra och södra delen tillhör Stockholms län. Östra delen av Sala kommun i Västmanlands län ligger i västligaste Uppland. Några öar i Mälaren, som Oknön, tillhör Södermanlands län.
I anslutning till kommunreformen 1971 skedde överföringar från Stockholms län till Uppsala län, liksom från Västmanlands län till Uppsala län. Heby kommun överfördes 2007 från Västmanlands län till Uppsala län.

#### Härader och städer
| I Uppsala län: - Håbo härad del av - Trögds härad - Åsunda härad - Bälinge härad - Lagunda härad - Hagunda härad - Rasbo härad - Tierps härad (försvann 1612) - Ulleråkers härad - Vaksala härad - Norunda härad - Olands härad - Örbyhus härad (bildat 1612) - Närdinghundra härad del av, före 1971 i Stockholms län - Frösåkers härad del av, före 1971 i Stockholms län - Ärlinghundra härad del av, före 1971 i Stockholms län - Vendels härad (försvann 1612) - Våla härad före 2007 i Västmanlands län - Simtuna härad del av, före 2007 i Västmanlands län - Torstuna härad del av, före 2007 i Västmanlands län I Västmanlands län: - Simtuna härad del av - Torstuna härad del av | I Stockholms län; - Bro härad före 1971 i Uppsala län - Färentuna härad - Håbo härad del av, före 1971 i Uppsala län - Lyhundra härad - Långhundra härad - Närdinghundra härad del av - Seminghundra härad - Frösåkers härad del av - Sjuhundra härad - Sollentuna härad - Vallentuna härad - Ärlinghundra härad del av - Bro och Vätö skeppslag - Danderyds skeppslag - Frötuna och Länna skeppslag - Väddö och Häverö skeppslag - Värmdö skeppslag - Åker skeppslag |

Följande städer i landskapet med gamla stadsprivilegier inrättades som stadskommuner när 1862 års kommunalförordningar trädde i kraft: 
- Enköpings stad
- Norrtälje stad
- Sigtuna stad
- Stockholms stad
- Uppsala stad
- Vaxholms stad
- Öregrunds stad
- Östhammars stad

Under 1900-talet fick en del framväxande förortssamhällen även stadsstatus, nämligen Djursholms stad (1914), Lidingö stad (1926), Sundbybergs stad (1927) och Solna stad (1943). Dessa sentida stadsbildningar fick ingen egen jurisdiktion, utan lydde fortsatt under respektive häradsrätt. Även många av de mindre städerna förlorade långt före år 1971 sina rådhusrätter. Öregrund och Östhammar lades under landsrätt redan 1920, och därpå följde Norrtälje, Sigtuna och Vaxholm 1948 samt Enköping 1963.

#### Socknar, fögderier, domsagor, tingslag och tingsrätter
Se respektive härad.

#### Kommuner från 1971
| I Stockholms län - Danderyd - Ekerö - Järfälla - Lidingö - Nacka (del av) - Norrtälje - Sigtuna - Sollentuna - Solna - Stockholm (del av) - Sundbyberg - Täby - Upplands Väsby - Upplands-Bro - Vallentuna - Vaxholm - Värmdö (del av) - Österåker | I Uppsala län - Enköping - Heby - Håbo - Knivsta - Tierp - Uppsala - Älvkarleby - Östhammar | I Västmanlands län - Sala (del av) |

## Geografi
Uppland ligger i östra Svealand i östra Sverige. Landskapet gränsar i söder till Södermanland, i väster till Västmanland, i norr till Gästrikland och i öster till Östersjön. Uppland har en kort landgräns mot landskapet Åland i Finland. Gränsen i fråga går över en liten ö kallad Märket. Uppland når dock inte fram till det gränskors på Tjuvholmen i Färnebofjärden där Uppsala län, Gävleborgs län, Dalarnas län och Västmanlands län möts, vilket innebär att det inte har gräns mot Dalarna.

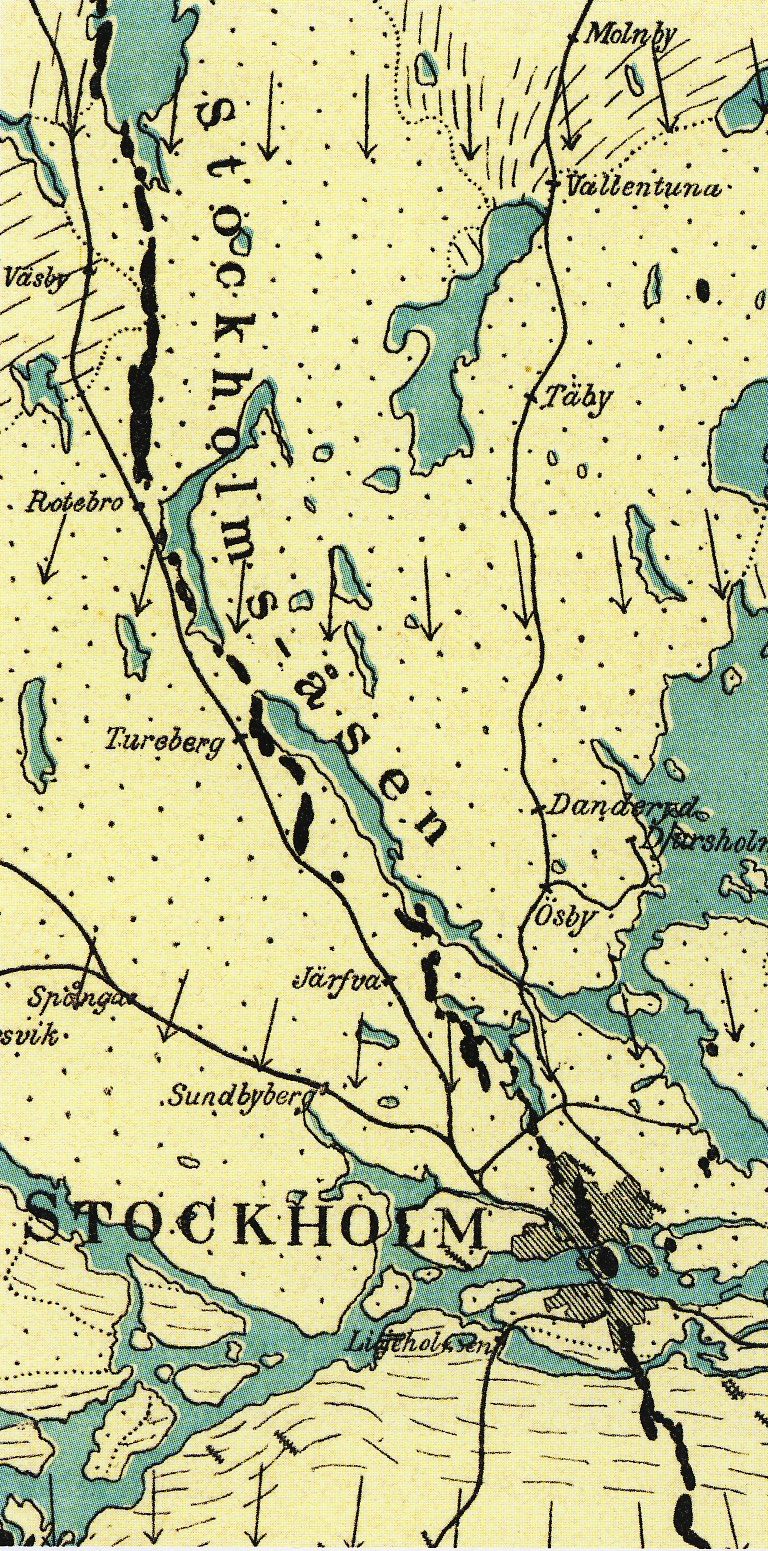
Stockholmsåsen är en av de nord-sydliga åsar som präglar Uppland.

### Landformer
Uppland är ett lindrigt kuperat slättland, som i de mellersta och norra delarna på få ställen höjer sig till 50 meter över havet, men i sydöst finns bergshöjder som når 70 meter och i den västra delen ända till nära 100 meter. Upplands berggrund är bildat av urberg som delades upp genom flera förkastningar. Inlandsisen har slipat bort alla större kanter. När isen drog sig tillbaka lämnade det sitt medförda material som moräner. Vid flera ställen finns på dessa moräner skikt av lera som är upp till 100 meter tjocka. Dessa skikt tillkom efter istiden när området var täckt av hav. I samband med den postglaciala landhöjningen höjde sig området ur havet.
Uppland tillhör tre vattenområden. Det norra, som är av liten omfattning, flyter Dalälven genom och har endast en större vattensamling, Tämnaren (36 meter över havet), varifrån i nordöstlig riktning Tämnarån flyter. Inom det östra vattenområdet, som är av mindre bredd, är vattendragen många, men mindre betydande. De största rinner norrut, såsom Olandsån och Skeboån. Den största sjön inom området är Erken (11 meter över havet). Landskapets övriga del tillhör Mälarens avrinningsområde. Dess största vattendrag är Fyrisån, som faller ut i Ekoln, vilken är en förgrening av Mälaren. Mindre vattendrag faller även ut i Mälarens övriga mot norr inskjutande vikar, såsom Ekolsundsfjärden och Svinnegarnsfjärden. Ett stort antal av Mälarens öar tillhör Uppland, till exempel Lovön, Färingsön, Ekerön-Kärsön-Munsön, Björkön, Adelsön, Grönsön och Arnön. Även den östra kusten är genomträngd av flera vikar och i synnerhet på den sydöstra sidan som är omgärdad av en vidsträckt skärgård. Norr om denna inskjuter mot väst Norrtäljeviken och mot norr Björköfjärden, som genom Väddö kanal står i förbindelse med Ortalaviken och Singöfjärden, genom vilka Björkön och Väddölandet samt Singö är skilda från fastlandet.
I den inre delen finns Uppsalaslätten som är uppkallad efter sitt läge omkring staden Uppsala. Uppsalaslätten är mycket bördig och på flera ställen väl bebyggd. I norr och nordöst är landskapet flackt och flerstädes sumpigt, stenigt och svårtillgängligt.

### Sjöar
- Alsta sjö
- Axsjön
- Dannemorasjön
- Ekoln
- Ensjön
- Erken
- Finnsjön
- Funbosjön
- Fysingen
- Fjäturen
- Fälaren
- Färnebofjärden (del av)
- Hosjön
- Lommaren
- Långsjön
- Lötsjön
- Mälaren
- Norrviken
- Sottern, delvis
- Stora Agnsjön
- Strömaren
- Ramsjön i Björklinge socken
- Ramsjön i Skogs-Tibble socken
- Rösjön
- Trehörningen
- Tämnaren
- Valloxen
- Vendelsjön
- Vikasjön

### Vattendrag

Stockholm är Sveriges huvudstad och Upplands största stad. Vy från Kaknästornet mot väster, juli 2015.

- Dalälven
- Fyrisån
  - Jumkilsån
  - Björklingeån
  - Vendelån
  - Sävjaån
  - Hågaån
- Norrtäljeån
- Enköpingsån
- Tämnarån
- Strömarån
- Forsmarksån
- Olandsån
- Broströmmen
- Sävaån
- Örsundaån
  - Skattmansöån
- Sagån
- Norrström
- Märstaån

### Största tätorter
Följande tätorter är för närvarande de tio största inom landskapet:
| Nr | Tätort         | Folkmängd 2010 |                             |
| -- | -------------- | -------------- | --------------------------- |
| 1  | Stockholm      | 770 889        | även beläget i Södermanland |
| 2  | Uppsala        | 140 454        |                             |
| 3  | Täby           | 61 272         |                             |
| 4  | Upplands Väsby | 37 594         |                             |
| 5  | Lidingö        | 31 561         | en av tre tätorter på ön    |
| 6  | Vallentuna     | 29 519         |                             |
| 7  | Åkersberga     | 28 033         |                             |
| 8  | Märsta         | 24 068         |                             |
| 9  | Boo            | 24 052         |                             |
| 10 | Enköping       | 21 121         |                             |

Källa: SCB

## Natur

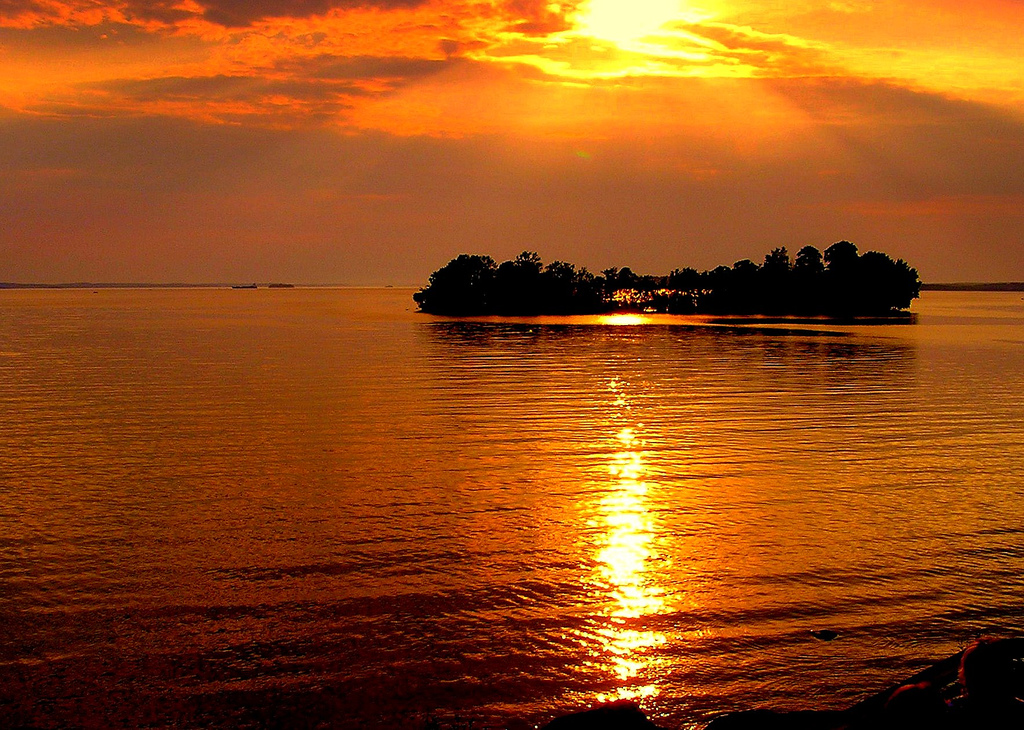
Mälaren är Upplands största sjö, och den tredje största i Sverige.

### Geologi
Upplands präglas av inlandsisen och den förglaciala landhöjningen. Uppland är ett platt landskap utan högre bergsformationer. Rullstensåsar och morän är mycket vanliga. Åsarna har ofta sandig jordmån medan jorden i de mellanliggande lägre områdena är lerig.
Berggrunden består huvudsakligen av granit, men särskilt i kustlandet förekommer också gnejs. Den är genomsatt av talrika spricksystem, som bestämmer landskapets relief och kustlinjer.

### Flora
Uppland befinner sig söder om Norrlandsgränsen. Floran påverkas såväl av ängsmark som skogsmark. Större skogsområden består främst av granar och tallar. Vid skogskanterna dominerar lövträd som asp, al och björk. Den höga befolkningstätheten och utbredda stadsbebyggelsen har medfört stor påverkan på trädsorter och blommor. Omfattande plantering av ek präglar flera områden.

### Fauna

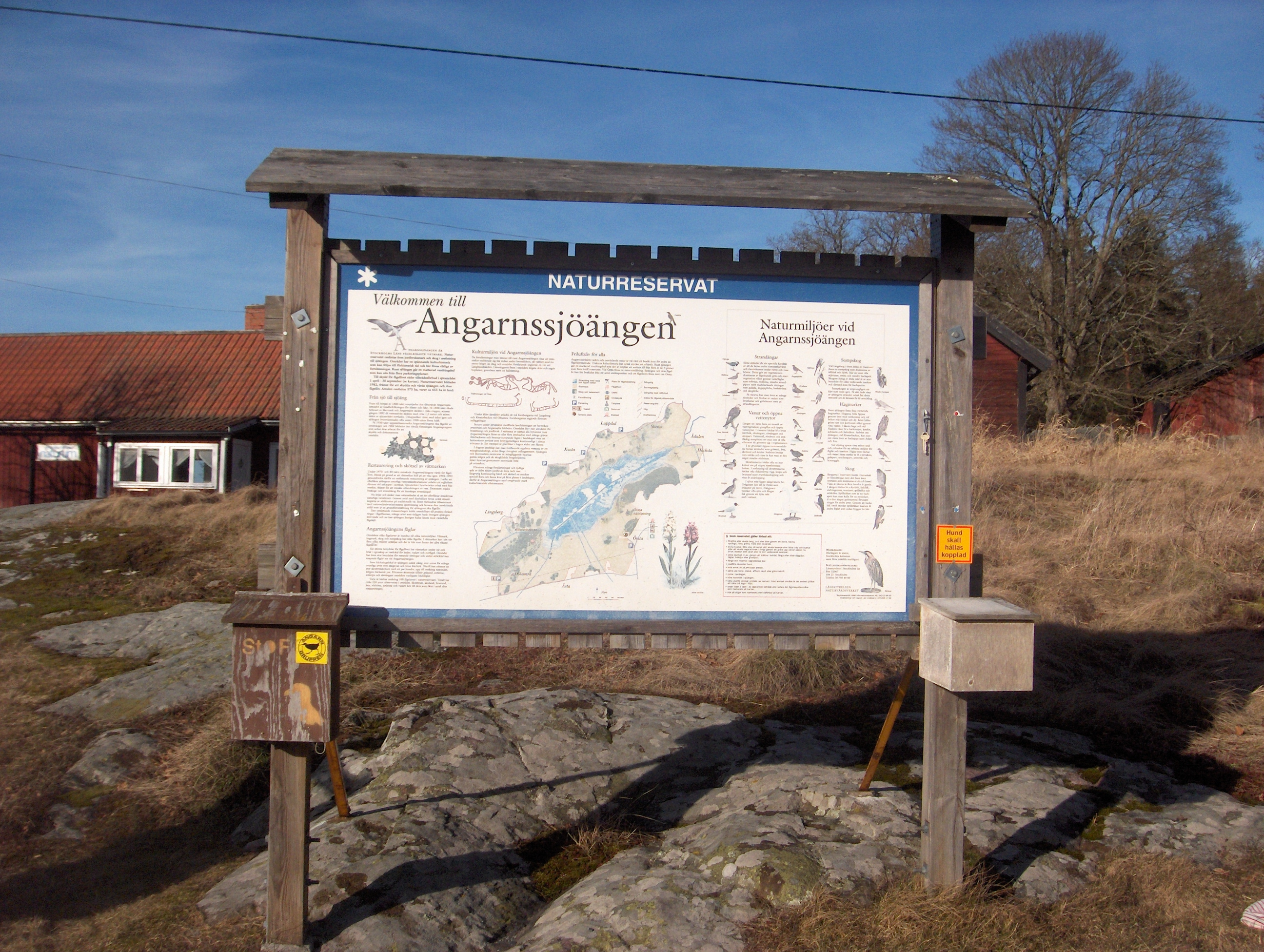
Informationsskylt vid Angarnssjöängen, som upplyser om att området är ett naturreservat samt om sjöns rika fågelfauna.

Havsörnen är Upplands landskapsdjur. Den hittas främst längst Östersjökusten. Sammanlagt har knappt 340 fågelarter observerats i landskapet. Artrika fågelsjöar är exempelvis Hjälstaviken, Vendelsjön och Angarnssjöängen. Upplands landskapsfisk är aspen, som är sällsynt men förekommer i flera åar.

## Kultur
Upplands folkkultur är mycket växlande. Den kan uppvisa nordsvenska företeelser (kubbstolar, stolpbodar, hölador med sneda väggar samt ännu på 1800-talet fäbodväsen) liksom sydligare sådana, exempelvis skiftesverk. I Bälinge, Våla, Simtuna och Örbyhus härader var fäbodväsendet lika välutvecklat som i de angränsande delarna av Gästrikland och Dalarna fram till laga skiftet i Uppland på 1830 till 40-talet. Därefter avstannade utvecklingen eller gick bakåt. I Bälinge härad omvandlades fäbodarna till fäbodbackstugor (C Möre 1994). I Roslagen varvas ålderdomliga drag i till exempel folkkonst och folkdräkt med nyheter som lånats in från andra sidan Östersjön, bl.a. de ofta rikt snidade, plana linfästena. Upplands många sjöar och omfattande skärgårdar har i hög grad präglat det uppländska köket och kosthållningen. Närmare 80 % av recepten från landskapet upptas av fiskrätter i den äldre matkulturens böcker.

### Anseende
Upplänningarna ansågs vara snåla, ogina och ohjälpsamma, och särskilt dåligt var deras anseende hos luffarna. De hade en visa om sig själva:
| ” | Trindskallar ä vi allihopa, allihopa, alli-allihopa, å du mä, å ja mä, å ja mä, å du mä. | „ |